# Arantxa Ezquerro
Arantxa Ezquerro (Zaragoza, 1978) es una diseñadora de vestuario de cine, teatro y televisión española, reconocida con el Premio Goya al mejor diseño de vestuario por el largometraje La virgen roja. Anteriormente, ya había sido nominada en la misma categoría en estos premios por la película Las niñas. Ha trabajado en películas como De tu ventana a la mía, La novia, La estrella azul y Los destellos.

## Trayectoria
Alumna de la primera promoción del Grado Superior de Realización, estudios realizados en el CPA Salduie Formación de Zaragoza. Empezó con cortometrajes en todos los departamentos artísticos, en maquillaje, vestuario y dirección de arte. Fue Germán Roda quien le propuso trabajar en el diseño de vestuario. Debutó en el cine en 2003 con la película Una de zombis, de Miguel Ángel Lamata, con quien también colaboró en las películas Nuestros amantes y Tensión sexual no resuelta.  
Ezquerro ha destacado en el cine con los trabajos realizados como responsable de vestuario en películas como Cerdita, de Carlota Pereda, Dantza, de Telmo Esnal, Las niñas, La maternal y Los destellos, de Pilar Palomero,De tu ventana a la mía, La novia, Al otro lado del río y entre los árboles, Teresa y La virgen roja, de Paula Ortiz, y La estrella azul, de Javier Macipe.
En televisión, ha estado al frente del vestuario en series como Justo antes de Cristo, de Movistar,y en el episodio El asfalto, dirigido por Paula Ortiz, perteneciente a la serie Historias para no dormir.
Como diseñadora de vestuario para el teatro, comenzó en el Centro Dramático de Aragón como ayudante del escenógrafo Javier Artiñano. Destacando entre sus trabajos el vestuario que realizó para la obra La estupidez, del dramaturgo argentino Rafael Spregelburd. Además, ha trabajado en los montajes de Si la cosa funciona, Perdona si te mato, amor, La comedia de los enredos y El sobre verde, bajo la dirección de Alberto Castrillo-Ferrer. También diseñó el vestuario de la obra de teatro estrenada en Huesca, en la 37ª Feria Internacional de Teatro y Danza, La maldad (o los raticos oscuros de Shakespeare), de LagartoLagarto&Zazurca Artes Escénicas.
En danza contemporánea y bajo la dirección de la coreógrafa y bailarina Ingrid Magrinyá, Ezquerro ha realizado creaciones para la obra de teatro musical Cuatro estaciones, del Teatro Che y Moche. En ópera clásica, ha trabajado con las cantantes Ainhoa Arteta y Montserrat Marti, en obras como La flauta mágica, El Trovador, La traviata o La bohème.
Ezquerro intercala estos trabajos con campañas publicitarias realizadas por directores como Flavio Martínez Labiano, Luis Guridi, Álex de la Iglesia o Paula Ortiz, para clientes como Women’secret, Joyería Suárez, Caser, Fagor Electrodomésticos, McDonald’s, ETB, Pikolín, Vilas del Turbón, Aramón o la Diputación General de Aragón.

## Reconocimientos
Premios Goya
| Año  | Categoría                 | Película       | Resultado |
| ---- | ------------------------- | -------------- | --------- |
| 2020 | Mejor diseño de vestuario | Las niñas      | Nominada  |
| 2024 | Mejor diseño de vestuario | La virgen roja | Ganadora  |

Premios Simón
| Año  | Categoría                           | Película         | Resultado |
| ---- | ----------------------------------- | ---------------- | --------- |
| 2012 | Categoría especial: Mejor vestuario | Ahora, no        | Ganadora  |
| 2015 | Categoría especial: Mejor vestuario | La novia         | Ganadora  |
| 2016 | Categoría especial: Mejor vestuario | Nuestros amantes | Nominada  |
| 2020 | Mejor vestuario                     | Las niñas        | Ganadora  |
| 2022 | Mejor vestuario                     | La maternal      | Ganadora  |
| 2024 | Mejor vestuario                     | La virgen roja   | Ganadora  |

En 2021, en la categoría de Mejor Dirección de Vestuario, fue nominada por Las niñas, de Pilar Palomero, en los Premios Gaudí.
En 2024, en la primera edición de los Premios Yvonne Blake de vestuario escénico y audiovisual, organizados por la Asociación de Artistas Plásticos Escénicos y Audiovisuales de España, obtuvo el premio de vestuario en la categoría de cine por Teresa, de Paula Ortiz.